# El jaleo

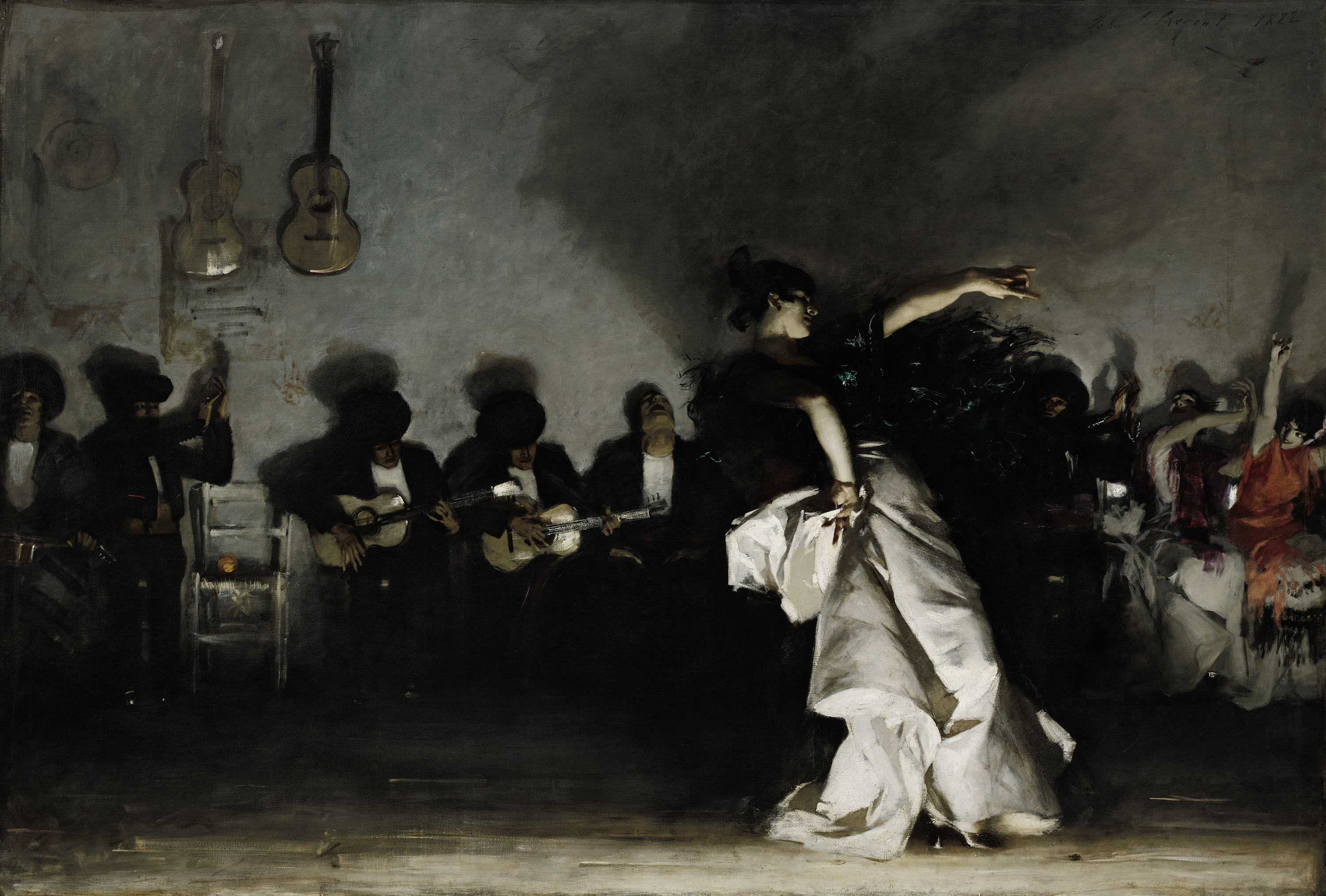
El jaleo, John Singer Sargent; 1882.

El jaleo es un gran óleo de John Singer Sargent, describiendo a una bailarina gitana española actuando con acompañamiento de músicos. Pintado en 1882, actualmente cuelga en el Museo Isabella Stewart Gardner en Boston.

## De fondo
La pintura está inspirada en un viaje de cinco meses que Sargent realizó a través de España y el Magreb en 1879, que también produjo una pintura al óleo más pequeña, El baile español (Sociedad hispánica de América). Cronológica y temáticamente, la pintura está relacionada con una serie de trabajos de Sargent pintados durante una estancia posterior en Venecia; estos también incluyen efectos de luz dramáticos, modelos exóticos, y coloración restringida. Impresionado por los trajes y manera teatral del baile gitano, el artista regresó a París y comenzó a trabajar en un lienzo grande cuya escala sugería un escenario. El nombre El jaleo se refiere tanto al amplio significado de jaleo, un alboroto, como al baile concreto conocido como jaleo de Jerez.

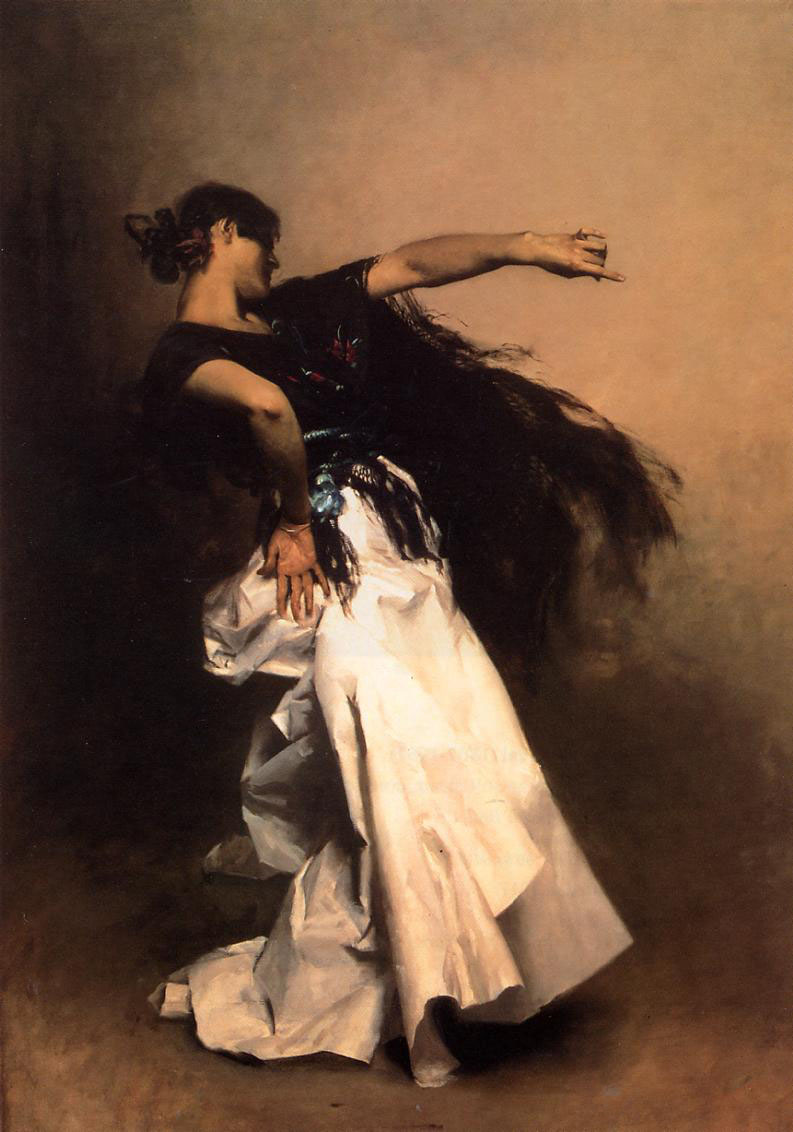
Bailarina española, 1879-82. Un estudio al óleo preparatorio para la figura principal en El Jaleo. Colección privada.

Sargent planeó la composición de El jaleo durante al menos un año. Como era habitual en él, la pintura fue precedida por una serie de estudios preliminares, centrándose particularmente en la postura estilizada de la bailarina. Resultado de esta preparación minuciosa, El jaleo se caracteriza por un manejo seguro y rápido, y puede haberse completado en poco más de unos días.

## Descripción

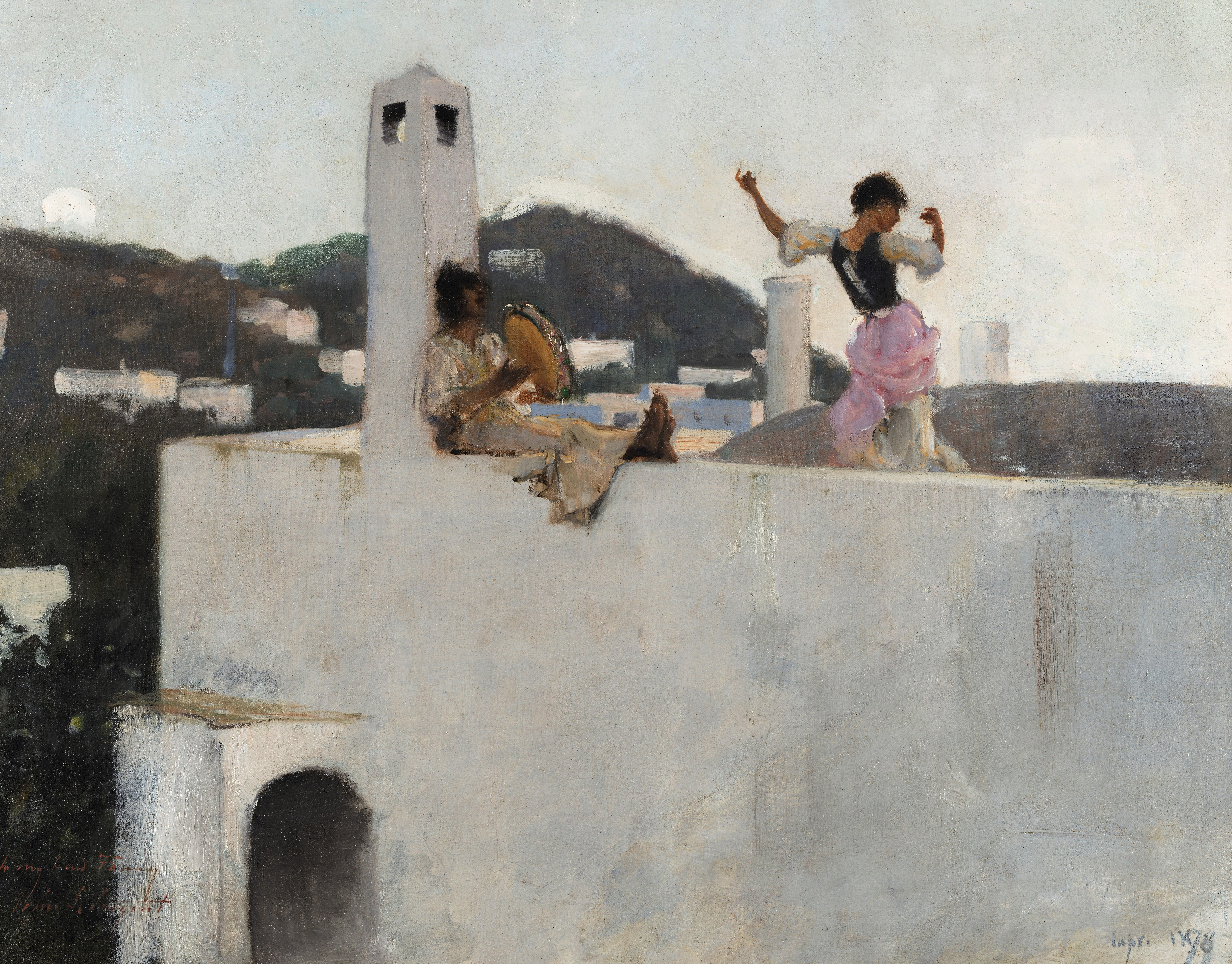
Chica de Capri en el tejado (1878) pintura de Sargent que muestra a Rosina Ferrara bailando la tarantela, y anticipa el flamenco de El jaleo. Crystal Bridges Museum of American Art.

Con casi 3,7 m de ancho, El jaleo está pintado con una paleta casi monocromática, pero con toques rojos en los mantones de las bailaoras sentadas a la derecha y una naranja a la izquierda en una silla, que recuerda a los limones que Édouard Manet insertó en varias de sus grandes pinturas. En desacuerdo con la práctica académica de modular cuidadosamente los tonos, Sargent dramatiza el contraste entre los negros ricos y la brillante falda blanca de la bailarina, captada con una fuerte luz incidiendo en sus pies y pintada enérgicamente con objeto de sugerir movimiento. La penumbra del interior de la tasca o café cantante también crea sombras largas en la pared posterior encalada que ocupa casi la mitad de la pintura.
La bailarina, inclinada asimétricamente, sugiere un movimiento hacia adelante, de izquierda a derecha a través del lienzo. Lleva un gran mantón bordado envuelto alrededor de sus hombros, ilustrando el vestuario típico flamenco. La pose de la bailaora, con el brazo izquierdo extendido, es una representación de la técnica y el estilo del baile flamenco estándar.
El jaleo es la más teatral de las primeras obras principales de Sargent. La carencia de una barrera entre el espectador y la bailarina crea la ilusión de estar presente en el acontecimiento real; la manipulación del espacio y la luz comunica los ritmos energéticos del baile, su sonido y movimiento.
El jaleo es un ejemplo de hispanismo, el fenómeno de fascinación por la cultura española generalizado por toda Europa y América en el siglo XIX y principios del XX.
La pintura se ha incluido tanto como ejemplo del Impresionismo de John Singer Sargent, como su afinidad con el movimiento Realista.

## Procedencia
Sargent exhibió El jaleo en el Salón de París de 1882, donde la pintura fue adquirida por un patrocinador de Boston, Thomas Jefferson Coolidge. Fue el último cuadro de género que Sargent exhibió en el Salón, y su mayor éxito allí.
En 1888 la pintura fue públicamente exhibida en Boston, momento en que la patrocinadora del museo homónimo Isabella Stewart Gardner, la heredera de un primo de Coolidge, expresó su interés en él. En 1914 tomó prestado El jaleo para exhibirlo en su museo, y construyó la Galería del Claustro español especialmente para albergar la obra, la cual está enmarcada por un arco morisco. Coolidge le dio entonces la pintura a Gardner, y Sargent le regaló también un álbum de dibujos a lápiz que había hecho como bocetos preparatorios para el trabajo.
El jaleo estuvo brevemente en exposición en la Galería Nacional de Arte en Washington D. C. en 1992, como préstamo del Museo Isabella Stewart Gardner por primera vez desde 1914. Por entonces, la pintura había sido recientemente limpiada y restaurada por Alain Goldrach.

## Recepción crítica
Después de la exposición inicial de El jaleo en 1882 en el Salón francés, John Singer Sargent se convirtió, como dijo un escritor, "en el pintor más comentado de París." Algunos críticos en 1882 dijeron que la pintura causó que Sargent se uniera a los impresionistas franceses. Un crítico del Le Figaro llamó a la pintura "uno de los trabajos más originales y más fuertes del presente Salón." Algunos escritores saludaron la pintura como ingeniosa, mientras otros la rechazaron como capricho del artista.
Hoy El jaleo es considerada una de las principales obras de John Singer Sargent.